# Präsidialsalut
Ein Präsidialsalut ist ein Lied oder eine Melodie zu Ehren des Staatsoberhaupts einer Republik. In Ländern, die einen solchen Salut kennen, erklingt es zu Repräsentationszwecken in der Regel bei öffentlichen Auftritten des Staatsoberhaupts. Gelegentlich – wie etwa im Falle der USA – sieht das Protokoll auch für bestimmte Amtsinhaber unterhalb des Rangs des Staatsoberhaupts, etwa für den Vizepräsidenten, einen eigenen, spezifischen Salut vor. Der Präsidialsalut kann auch aus Teilen der Nationalhymne bestehen.
Dem Präsidialsalut entsprechen in Monarchien in vieler Hinsicht die Königshymnen.

## Beispiele für Präsidialsalute
- Haiti: Quand nos Aïeux brisèrent leurs entraves[1]
- Irland: bestimmte Teile der Nationalhymne Amhrán na bhFiann[2]
- Vereinigte Staaten von Amerika: Hail to the Chief (für den Präsidenten)[3], Hail, Columbia (für den Vizepräsidenten)[4]